# فرقة مانا
مانا Maná ؛هي فرقة روك تقدمية مكسيكية من غوادالاخارا، جاليسكو Guadalajara, Jalisco. يتكون الفريق الحالي من المطرب / عازف الجيتار فير أولفيرا Fher Olvera,، و الطبال أليكس غونزاليس Alex González، وعازف الجيتار سيرجيو فالين Sergio Vallín,، وعازف جيتار الbassist خوان كاليروس Juan Calleros..؛ وقد حصلت فرقة مانا على أربع جوائز جرامي Grammy Awards,، وثمانية جوائز جرامي اللاتينية Latin Grammy Awards,، وخمسة جوائز موسيقى فيديو ام تي في أمريكا اللاتينية MTV Video Music Awards Latin America,،
و ستة جوائز بريميوس جوفنتود Premios Juventud، وتسعة عشر جوائز بيلبوارد لاتين ميوزك Billboard Latin Music Awards و 15 جائزة بريميوس لو نيسترو Premios Lo Nuestro. ويعتبرها الكثيرون الأكثر تأثيرا ونجاحا في أمريكا اللاتينية في كل العصور مع أكثر من 40 مليون من الألبومات تباع في جميع أنحاء العالم.

وتصدرت فرقة مانا القوائم في جميع الأوقات في معظم أمريكا اللاتينية وفي موطنها المكسيك،حيث تعد من المعالم في المبيعات القياسية والحفلات الموسيقية.
الفرقة تشكلت في عام 1986 وأصدرت أول ألبوم لها، Falta Amor, .في عام 1990.؛
في عام 1992، أصدرت المجموعة ¿Dónde Jugarán Los Niños?,، التي بيع منها أكثر من 10 ملايين نسخة في جميع أنحاء العالم، [أكثر من 700,000 نسخة في الولايات المتحدة وحدها) لتصبح أكثر فرقة تبيع البومات روك بالإسبانية في أي وقت مضى.

بعد العديد من التغييرات في تشكيلة الفريق، أصدرت المجموعة Cuando los Ángeles Lloran ؛1995)، وهو ما لوحظ في فقدان أسلوب عمل الفرقة السابق.
تابعت مانا مع Sueños Líquidos ؛1997)،و Revolución de Amor ؛2002)، وAmar es Combatir ؛2006)، و الذي واصل نجاح المجموعة.
تابعت الفرقة مع Drama y Luz في أبريل 2011. ألبومهم الأخير هو Cama Incendiada,، الذي صدر في أوائل عام 2015.

صوت الفرقة مستمد من موسيقى البوب روك pop rock,،و الروك التقدمية progressive rock, ،و البوب اللاتينية Latin pop,،
و كاليبسو calypso،و الريغي reggae و سكا ska.
وقد حصلوا في البداية على نجاح تجاري دولي في أستراليا وإسبانيا، وقد اكتسبوا منذ ذلك الحين شعبية وعروضا في الولايات المتحدة وأوروبا الغربية وآسيا والشرق الأوسط.

## أفراد الفرقة

### الأعضاء الرسميون

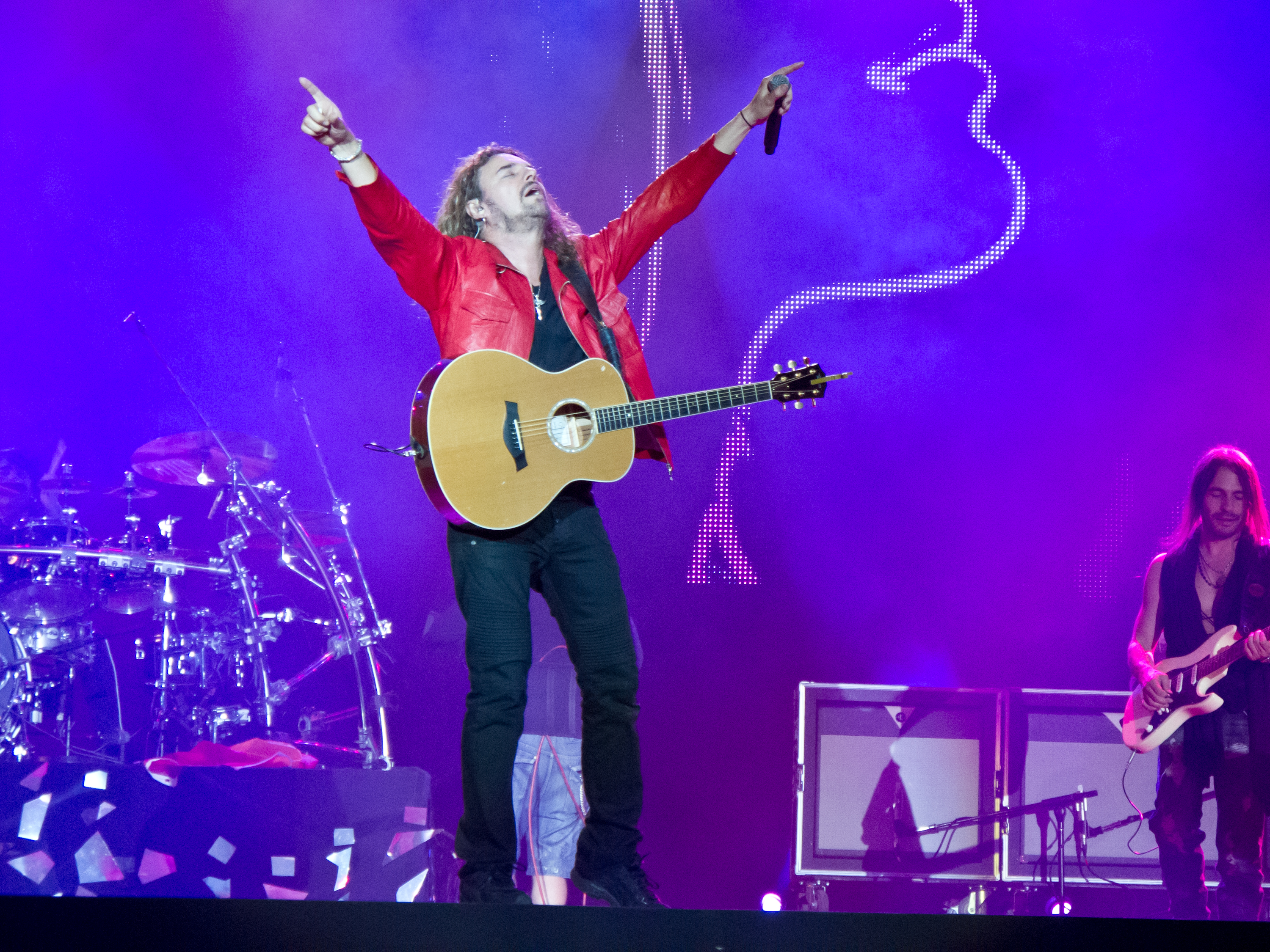
Fher, lead singer

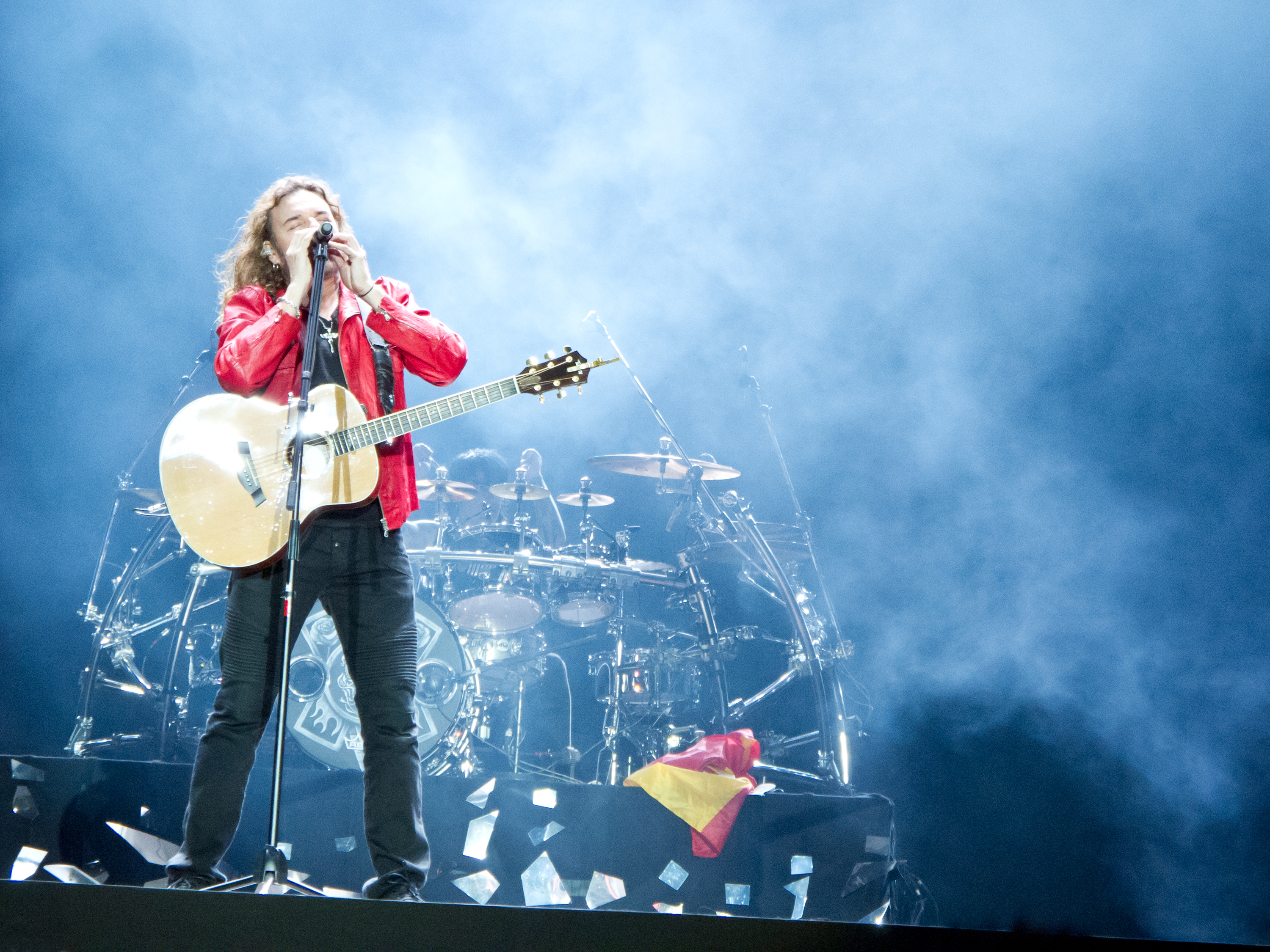
Rock in Rio Madrid 2012.

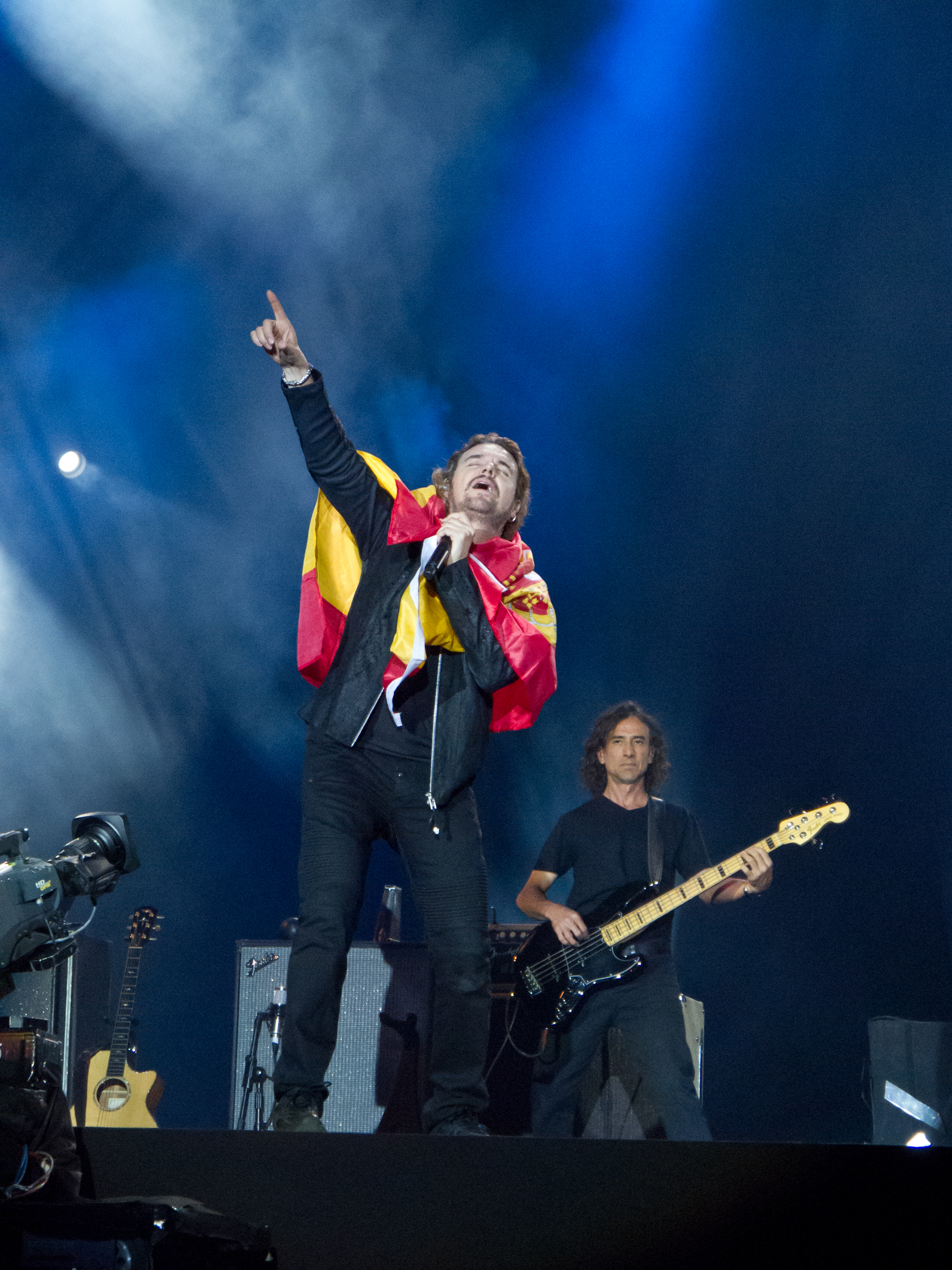
Rock in Rio Madrid 2012.

- Fher Olvera—lead vocals, electric guitar, acoustic guitar, rhythm guitar 1978-Presente
- Alex González—drums, backup vocals - 1984-Presente
- Juan Calleros — bass guitar - 1978-Present
- Sergio Vallín — electric guitar, acoustic guitar, 12 string guitar, classical guitar - 1995-Present

### أعضاء الفرقة الحية

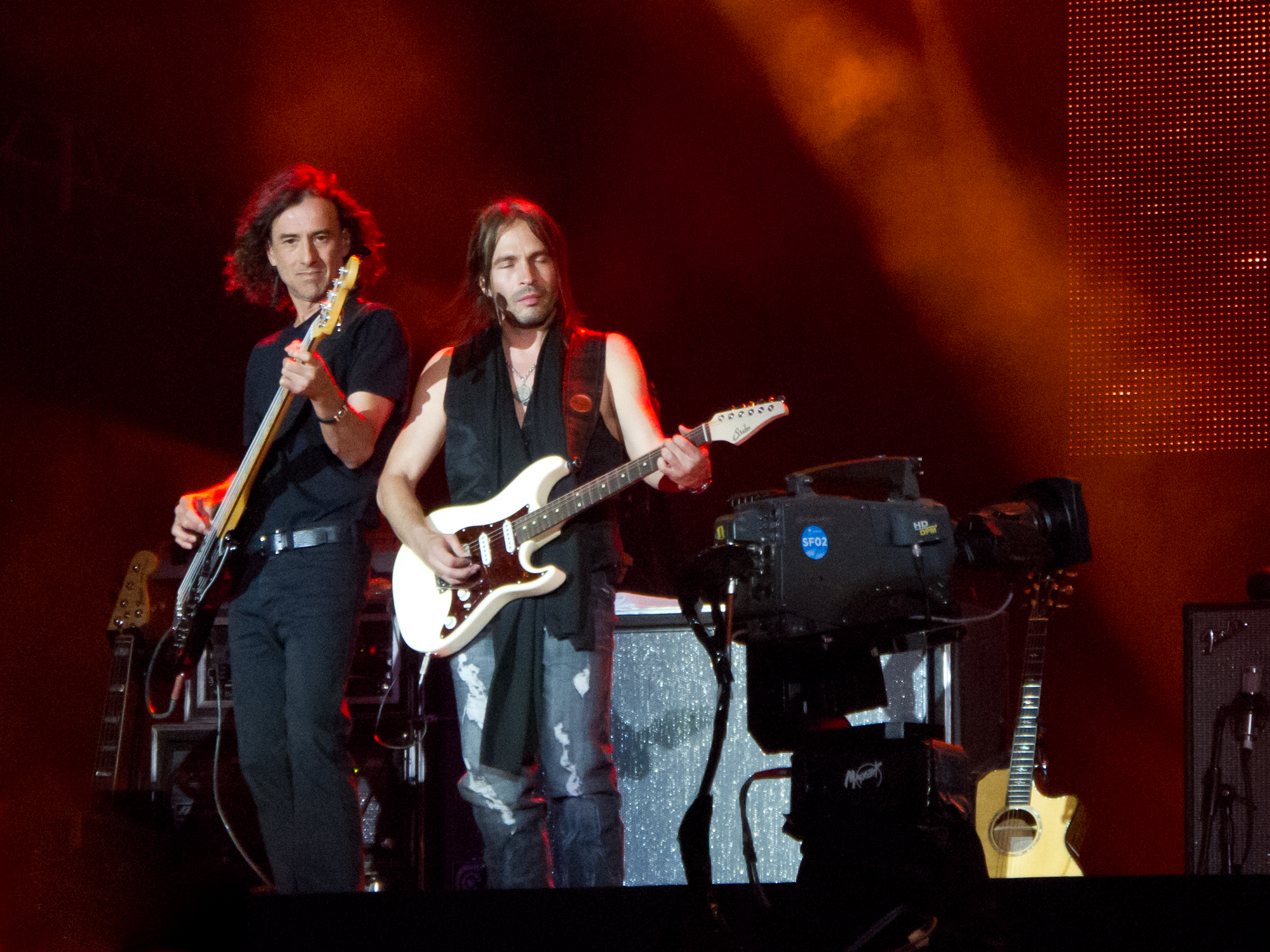
Bassist Juan Calleros and guitarist Sergio Vallín.

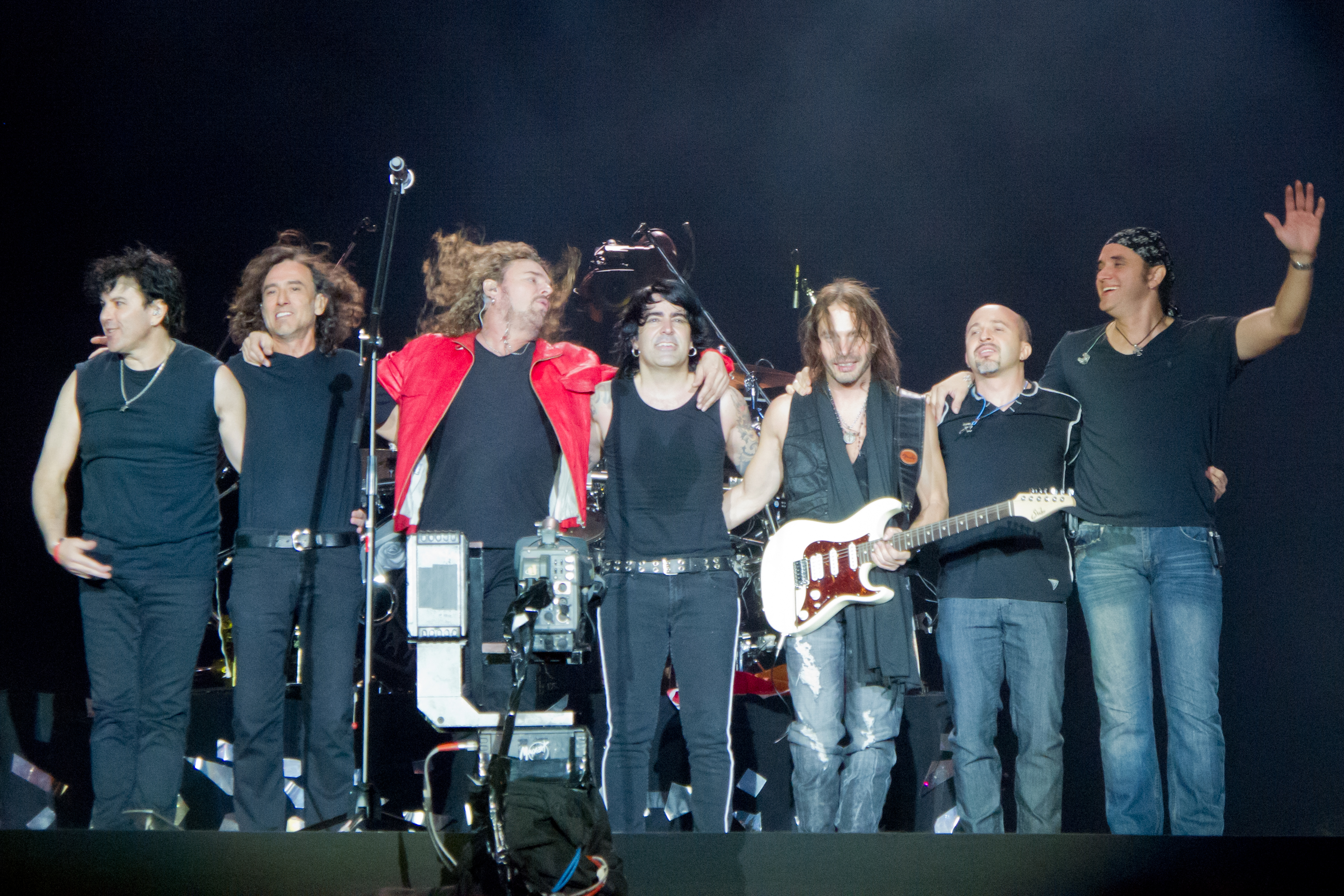
Members and additional band in 2012.

- Juan Carlos Toribio — keyboards, piano, flute. From 1994–present.
- Fernando "Psycho" Vallin — rhythm guitar, 2nd bass guitar, backup vocals. From 1997–present.
- Luis Conte - percussion MTV Unplugged 1999.
- Hector Quintana — percussion, backup vocals. From 2006–present

### الأعضاء السابقون
- Abraham Calleros — drums. From 1978–1985.
- Gustavo Orozco — electric guitar. From 1978–1985.
- Ulises Calleros — electric guitar. From 1978–1991.
- César "Vampiro" López — electric guitar. From 1991–1994.
- Ivan Gonzalez — keyboards. From 1991–1994.
- Sheila Rios — backup vocals. From 1992–2003.

## ألبومات الفرقة
- 1987 Maná
- 1990 Falta Amor
- 1992 ¿Dónde Jugarán los Niños?
- 1995 Cuando los Ángeles Lloran
- 1997 Sueños Líquidos
- 2002 Revolución de Amor
- 2006 Amar es Combatir
- 2011 Drama y Luz
- 2015 Cama Incendiada

### جولات
- 1993-1995: ¿Dónde Jugarán Los Niños? Tour
- 1998: Liquido Tour
- 1999: Unplugged U.S. Tour
- 2002–2003: Revolución de Amor Tour
- 2007–2008: Amar es Combatir Tour
- 2011–2014: Drama y Luz World Tour
- 2015: Cama Incendiada Tour
- 2016: Latino Power Tour

## الجوائز
قائمة الجوائز [[[:en:List of awards received by Maná|List of awards received by Maná]]]

## وصلات خارجية
- فرقة مانا على موقع IMDb (الإنجليزية)
- فرقة مانا على موقع ميوزك برينز (الإنجليزية)
- فرقة مانا على موقع أول ميوزيك (الإنجليزية)
- فرقة مانا على موقع ديسكوغز (الإنجليزية)